# Incidente ferroviario di Ospitaletto
L'incidente ferroviario di Ospitaletto fu uno scontro di treni avvenuto sul doppio binario tra Brescia e Ospitaletto il 17 dicembre 1960 a causa del deragliamento di un treno direttissimo proveniente da Milano che invase l'interbinario e fu investito dal treno rapido R 464 proveniente da Venezia.

## Dinamica dei fatti
Alle ore 10:00 circa il locomotore di testa di un treno direttissimo straordinario partito da Milano, un chilometro dopo la stazione di Ospitaletto, mentre viaggiava a circa 100 km/h, a causa della rottura del cerchione della ruota destra, deragliò percorrendo sulla massicciata un centinaio di metri senza danni ulteriori ma invadendo l'interbinario. Pochi istanti dopo sopraggiunse alla velocità di circa 125 km/h il treno rapido da Venezia; nonostante la frenatura rapida, che ridusse la velocità a circa 100 km/h non poté evitare l'impatto. Le elettromotrici strisciando contro le due locomotive del direttissimo le danneggiarono scagliandole di lato e, a loro volta, precipitarono nella scarpata a sinistra adagiandosi, in parte rovesciate sul fianco, sul prato sottostante. 
I soccorsi, vigili del fuoco, Croce Rossa e forze dell'ordine si prodigarono ad estrarre dalle lamiere contorte le vittime e i feriti trasportandoli negli ospedali bresciani. In gravi condizioni alcuni, tra cui i macchinisti dell'elettrotreno di testa. Tra i passeggeri seriamente feriti e ricoverati anche l'onorevole Vittorio Badini Confalonieri.
Venne aperta un'inchiesta giudiziaria da parte del Procuratore della Repubblica di Brescia, dottor Intanti, diretta dal capitano Siani, comandante del nucleo di polizia giudiziaria.
L'ingegnere Rissone, Direttore generale delle FS, visitati i feriti, avviò un'inchiesta tecnica, affidata all'ingegnere Maternini, per accertare le cause della rottura del cerchione della locomotiva.

## I treni coinvolti
- Treno direttissimo straordinario delle 8:52, Milano-Venezia, con carrozze di 1ª e 2ª classe, trainato da due locomotive[1].
- Treno rapido R 464 (effettuato con ETR 250 "Arlecchino") Trieste-Venezia-Milano, di 1ª classe, rinforzato in testa da una coppia di elettromotrici da Venezia[1][2].

## Le vittime
Trovarono la morte nell'incidente, Laura Agostini, di 74 anni, da Rimini; Esterino Avanzi, di 52 anni, da Verona; Laura Protti, di 40 anni, da Padova. Giovanni Pasquali, di 38 anni, da Nave (Brescia) morì poco dopo il ricovero.
Feriti più gravi: Nello Servi, Ugo Stefani e Marino Serrani, da Padova; Luciano Ventura, da Milano; l'onorevole Badini Confalonieri. E i macchinisti di testa dell'elettromotrice, Giorgio Boldrini e Massimo Gasparini.